# استاپ‌هورست
استاپ‌هورست (به هلندی: Staphorst) یک شهرستان در هلند است که در افریسل واقع شده‌است. استاپ‌هورست ۱ متر بالاتر از سطح دریا واقع شده‌است.